# Niihama
Niihama (新居浜市 -shi) é uma cidade japonesa localizada na província de Ehime.
Em Maio de 2004 a cidade tinha uma população estimada em 127 563 habitantes e uma densidade populacional de 544,40 h/km². Tem uma área total de 234,30 km².
Recebeu o estatuto de cidade a 3 de Novembro de 1937.
Niihama (新居浜市; -shi) é uma cidade localizada na parte oriental de Ehime, no Japão.
Em Maio de 2004, a cidade tinha uma população estimada em 127 563 habitantes e uma densidade populacional de 544,40 pessoas por km². A área total é de 234,30 km².  Niihama é a terceira cidade mais populosa de Ehime, logo a seguir à capital da província, Matsuyama e da recentemente expandida cidade de Imabari.
Recebeu o estatuto de cidade a 3 de Novembro de 1937. A flor que simboliza a cidade é a Azálea e a árvore, a Cânfora (Cinnamomum camphora). Niihama é famosa pela mina de Besshi, de onde se extrai cobre. Decorre aqui o Festival anual de Taiko (ou "Festa do Homem", otokomatsuri 男祭り),ocasião buliçosa e onde o consumo de álcool atinge proporções gigantescas. Há turistas de todo o país que acorrem ao evento para assistir a esta excitante e perigosa festividade.
Dezhou (徳州: na província de Shandong, China) é sua cidade gémea.
Niihama é conhecida pelo seu dialecto local, Niihama-ben.

## Geografia
Niihama situa-se no centro-norte da área de Shikoku. É envolvida por montanhas de sul a leste, montes a oeste, e pelo mar interior de Seto, a norte. O rio Kokuryo corre das montanhas para o mar interior, dividindo a cidade nas áreas a oriente (kawahigashi) e a ocidente do rio (kawanishi).  Como está cercada de montanhas, a população de Niihama sente-se isolada geograficamente das cidades vizinhas de Saijo a oeste e da recentemente formada cidade de Shikokuchuo a leste.  A fronteira com a província de Kochi segue a linha das montanhas a sul do centro da cidade.
A ilha de Ōshima, a nordeste da parte principal da cidade. faz também parte de Niihama.
A aldeia de Besshi, de carácter montanhoso, juntou-se à cidade de Niihama em 2003, aumentando a sua área e população.

## Economia
A mina de cobre de Besshi (que já foi considerada uma das mais produtivas do mundo) deu origem aà empresa Sumitomo.  Ainda que, entretanto, a mina tenha fechado, Sumitomo continua a ser influente na cidade.  A economia de Niihama baseia-se fundamentalmente na sua indústria, bem como em actividade portuária.

## Transportes
A linha Yosan dos Caminhos de Ferro japoneses passa por Niihama. Autoestradas e estradas locais ligam Niihama à restante ilha. Pela autoestrada, Matsuyama está a cerca de uma hora de distância, e as outras cidades principais de Shikoku (Takamatsu, Kochi, e Tokushima) ficam também a pouco mais de uma hora.

## Cidades-irmãs
- Dezhou, China